# Рэндольф, Паскаль Беверли
Паскаль Беверли Рэндольф (англ. Paschal Beverly Randolph, 8 октября 1825 — 29 июля 1875) — американский медик, медиум, писатель-оккультист. Рэндольф известен как первый американский теоретик и практик так называемой сексуальной магии, а также (если верить некоторым источникам, в частности, А. Э. Уэйту), основатель первого в США "Fraternitas Rosae Crucis" (лат.: Братство Розы и Креста").

## Биография
Паскаль Беверли Рэндольф родился 8 октября 1825 года в Нью-Йорке (по некоторым данным — в штате Виргиния).
Его отец Уильям Беверли Рэндольф был племянником известного политика Джона Рэндольфа, мать Флора — темнокожей женщиной африканского происхождения. В шестнадцатилетнем возрасте он поступил на службу во флот, но пять лет спустя был списан на берег после ранения в результате несчастного случая.
Рэндольф обосновался в Филадельфии, где некоторое время работал парикмахером, параллельно изучая медицину, а также вопросы, связанные с гипнотизмом и спиритуализмом. В течение нескольких лет он предлагал свои услуги в качестве трансового медиума и рекламировал их в журналах, связанных со спиритуализмом. Как и многие другие последователи спиритуализма, он выступал с лекциями, призывавшими к отмене рабства, эмансипации женщин и введении системы образования для негров.

### Оккультизм и спиритуализм
В 1854 году, находясь в Европе, Рэндольф, как он сам утверждал, познакомился с французским автором-оккультистом Элифасом Леви (1810 - 1875) и вступил в контакт с европейскими розенкрейцерами (как отмечается в «Энциклопедии оккультизма и парапсихологии», это утверждение невозможно теперь ни подтвердить, ни опровергнуть).
Известно, что в 1858 году Рэндольф получил титул «Верховного гроссмейстера Западного мира» и стал рыцарем ордена "L’Ordre du Lis", а вернувшись в США, основал первый в этой стране "Орден розенкрейцеров", в основу канонов которого легли собственные идеи Рэндольфа, почерпнутые из книг по оккультизму и бесед со спиритуалистами.
С последним, однако, у Рэндольфа имелись существенные расхождения. Центральное место в его философии занимали проблемы, связанные с возможностями человеческой воли. Признавая реальность медиумизма, Рэндольф утверждал, что медиумы освобождают сознание от воли и таким образом оказываются во влиянии «любого ветерка, который только дунет на них», из-за чего и демонстрируют противоречивые результаты. Он пропагандировал собственный метод активного медиумизма под названием «слияние» (blending), считая, что медиум не должен погружаться в транс, но способен и в ясном сознании «соединиться с духом усопшего» и получить от последнего всю необходимую информацию.

#### Рэндольф и «сексуальная магия»
Особое место в учении Рэндольфа занимала сексуальность; на эту тему он, как "медик" (он читал в молодости книги по медицине), считал себя вправе рассуждать открыто, вопреки существовавшим в обществе гласным и негласным табу. Рэндольф был убеждён в том, что открыл «великую тайну» загадочных «флюидов», источаемых человеком в состоянии полового возбуждения. Он утверждал, что эти флюиды — залог человеческого счастья, в то время, как их блокирование есть «проклятие человечества». Рэндольф разработал методы снятия «блокирования половых флюидов» и принялся реализовывать их в медицинской и гипнотической практике. Итоговой работой на эту тему стала в 1874 году его (оказавшаяся последней) книга «Eulis! The History of Love», позже переизданная под заголовком «Affectional Alchemy» (англ. - "Эмоциональная алхимия"). За два года до этого в Бостоне он предстал перед судом за «проповедь свободной любви», но виновным признан не был.
Считается, что именно оккультно-сексуальные теории Рэндольфа легли в основу учений "Герметического братства Луксора" и "Герметического братства света" (хотя нет данных, явно свидетельствовавших бы о том, что Рэндольф был бы напрямую связан с этими Братствами). Под влиянием работ Рэндольфа находились и оккультисты, практиковавшие секс-магию, Теодор Ройсс и Алистер Кроули: это выразилось как в принципах функционирования "Ordo Templi Orientis" (O.T.O.), так и в практической стороне проводимых ими сексуальных ритуалов.
В 1851 году Рэндольф познакомился с Авраамом Линкольном, и между ними завязалась дружба. После убийства Линкольна в 1865 году Рэндольф сопровождал похоронную процессию в поезде, направлявшемся в Спрингфилд, штат Иллинойс, но вынужден был сойти с него после того, как в числе сопровождавших нашлись люди, которых оскорбляло присутствие рядом полукровки.

#### Семейная жизнь
В 1874 году Рэндольф женился, у него родился сын по имени Осирис Будда Рэндольф (англ. Osiris Budh or Buddha Randolph).

### Обстоятельства гибели
29 июля 1875 года Рэндольф был найден мёртвым; он скончался от ранения в голову. Обстоятельства его гибели впоследствии вызывали многочисленные споры. Как утверждал профессор Карл Э. Линдгрен, многие подвергли сомнению вердикт коронера, согласно которому Рэндольф покончил с собой: последний в своих работах выражал негативное отношение к акту самоубийства.
Р. С. Клаймер, позже Верховный мастер Братства, утверждал, что много лет спустя на смертном одре некий бывший друг Рэндольфа признавался, что убил того из ревности, находясь в состоянии помрачения рассудка. Преемником Рэндольфа в качестве Верховного мастера Братства стал Фриман Б. Дауд (англ. Freeman B. Dowd).

## Основные работы
- 1854 Waa-gu-Mah
- 1859 Lara
- 1860 The Grand Secret
- 1860 The Unveiling
- 1861 Human Love
- 1863 Pre-Adamite Man 1
- 1863 The Wonderful Story of Ravalette and the Rosicrucian’s Story
- 1866 A Sad Case; A Great Wrong! 2
- 1868 Seership! The Magnetic Mirror
- 1869 Love and Its Hidden History 3
- 1870 Love and the Master Passion
- 1872 The Evils of the Tobacco Habit
- 1873 The New Mola! The Secret of Mediumship
- 1875 The Book of the Triplicate Order